# 紫叶齿唇兰
紫叶齿唇兰（学名：Odontochilus elwesii）为兰科齿唇兰属下的一个种。

## 扩展阅读
- 維基物種上的相關：紫叶齿唇兰